# 寝坊
| ウィキペディアには「寝坊」という見出しの百科事典記事はありません（タイトルに「寝坊」を含むページの一覧/「寝坊」で始まるページの一覧）。 代わりにウィクショナリーのページ「寝坊」が役に立つかもしれません。 |